# Campionato africano maschile di pallavolo 1989
Il VII campionato africano maschile di pallavolo si è svolto nel 1989 a Abidjan, in Costa d'Avorio. Al torneo hanno partecipato 4 squadre nazionali africane e la vittoria finale è andata per la prima volta al Camerun.

## Squadre partecipanti
- Algeria
- Camerun
- Costa d'Avorio
- Egitto

## Classifica finale
| Classifica | Squadre        |
| ---------- | -------------- |
|            | Camerun        |
|            | Algeria        |
|            | Egitto         |
| 4          | Costa d'Avorio |